# Бузачи-сардоб
Бузачи-сардоб — сардоба, гидротехническое сооружение для сбора, хранения и пользования пресной водой, датируется XVI веком. Расположен в 1,5 км от кишлака Бузачи, Караулбазарский район, Бухарская область, Узбекистан. Находится в пересохшем русле реки Кашкадарьи между урочищем Джекмурун и песками Мандыркум. Можно предполагать, построен на древнем торговом пути в Бухару.
Классическая архитектура: полусферический бассейн-хауз, в плане — круг диаметром около 16 метров, перекрытый полусферическим куполом до 6 м высотой.
Построен из обожжённого кирпича. Заполнен водою. Не используется. Нуждается в дальнейшем изучении, охране и реставрации.
Предположительно построен в правление Шейбанида Абдуллахана II во второй половине XVI столетия, когда кишлак Бузачи входил в Бахарское ханство.